# مصطفى زين الدين الحمصي
مصطفى زين الدين الحمصي (1826 - 1900) شاعر سوري. ولد في حمص. برع في الأدب والموسيقا، وكان حسن الصوت. سافر إلى اسطنبول والحجاز ومصر. له أشعار في الغزل والمديح، اشتهر بمعارضة معاصره محمد بن هلال الهلالي، فكان كلّما نظم الهلالي قصيدة أو موشّحًا، نظم زين الدين أخرى معارضًا له في القافية والوزن وأكثر الألفاظ، وجعلها في وصف الطعام، حتّى عرف بالجوعان. توفي في حمص. له تذكرة الغافل في استحضار المآكل، مجموع معارضاته للهلالي.

## سيرته
ولد مصطفى زين الدين في حمص سنة 1245 هـ/ 1826 م أو يقال 1248 هـ/ 1832 م، ونشأ بها ودرس على علمائها. برع في الأدب والفن، عُرِف بحسن الصوت وجودة الحفظ، وتولع بالعلوم الموسيقية فبرع بها، وزادت شهرته وصيته. تعرف على أبو خليل القباني لما أقام بحمص مدة طويلة، «وكانت حلقات مجالس الأدب والطرب تعقد في ضيافة المرحوم الوجيه محمد بن سليمان الجندي شتاء، وفي ضوء القمر على ضفاف العاصي صيفاً مع فريق من الفنانين الناشئين في ذلك العهد أمثال الحاج محمد الشاويش والشيخ مصطفى عثمان والشيخ إبراهيم الأعمى رحمهم الله، واستفاد هؤلاء من فنون القباني فتلقوا عليه موشحاته الخالدة وضروب إيقاعها، فكانوا حجة فيها...» وفي حفلات الأفراح التي أقيمت ابتهاجاً بزفاف أبي الخير بن محمد الجندي قال الشاعر محمد بن هلال الهلالي مهنئاً بقصيدة طويلة عارضها مصطفى زين الدين فوراً، فكان كلّما نظم الهلالي قصيدة أو موشّحًا، نظم زين الدين أخرى معارضًا له في القافية والوزن وأكثر الألفاظ، وجعلها في وصف الطعام، حتّى عرف بالجوعان. وبعده هاجر إلى دمشق.

أصيب بنزلة صدرية، وتوفي وفي سنة 1319 هـ/ 1900 م. «أصبح يوم الجمعة حتى إذا كان قبيل الصلاة رأى في نفسه خفة وراحة، فطلب ماء ليتوضأ معولاً على النزول إلى الجامع، وكان قريباً لبيته، ولما أتي له بالماء توضأ محسناً للوضوء، ولما أتم أمر بفرش مصلاه وشرع في صلاة سنة الجمعة قبل المسير إلى الجامع، فقبض قبل التشهد في السجود الأخير، ودفن في عصر ذلك اليوم، وكان له مشهد عظيم، مشى في جنازته أهل حمص بأجمعهم.» وقد أعقب من الذكور نجيب زين الدين. 

## شعره
ذكرت في معجم البابطين عن شاعريته «شاعر فكه، ينتظم شعره خطان أساسيان: أولهما خط الفكاهة الذي غلب على قصائد المعارضات ذات الطابع المرح في وصف الطعام، وخط الشعر الغنائي الذي يمثل الوجه الآخر من تجربته، وقد جاء على نمط عصره حيث الاحتفال بالبديع والتطريز وغيرهما مما يقع في نطاق صنعة الشعر. تشف قصائده عن روحه المرحة وقدرته على رسم الصور الكاريكاتورية.»

## وصلات خارجية
- في بوابة الشعراء